# Леконт, Феликс
Феликс Леконт (фр. Félix Lecomte; 16 января 1737, Париж — 11 февраля 1817, там же) — французский скульптор.

## Биография
Родился в 1737 году в Париже. Был учеником скульпторов Этьена Мориса Фальконе (автора Медного всадника) и Луи Клода Вассе.
В 1758 году получил Римскую премию в области скульптуры, после чего, по условиям премии, отправился в Рим, где с 1761 по 1768 год учился во Французской академии на Вилле Медичи.
Через три года после возвращения в Париж, в 1771 году был утверждён действительным членом (академиком) Королевской академии живописи и скульптуры, исполнив для получения этого звания скульптуру «Эдип и Форбас» (ныне в собрании Лувра).
В 1792 году стал и. о. профессора, а в 1794 году — полноправным профессором скульптуры в Высшей школе изящных искусств Парижа. В общей сложности занимал профессорскую должность около четверти века (1792—1817).
Скончался Леконт в 1817 году в Париже. Профессором по кафедре скульптуры вместо него стал Франсуа Жозеф Бозио.

## Галерея

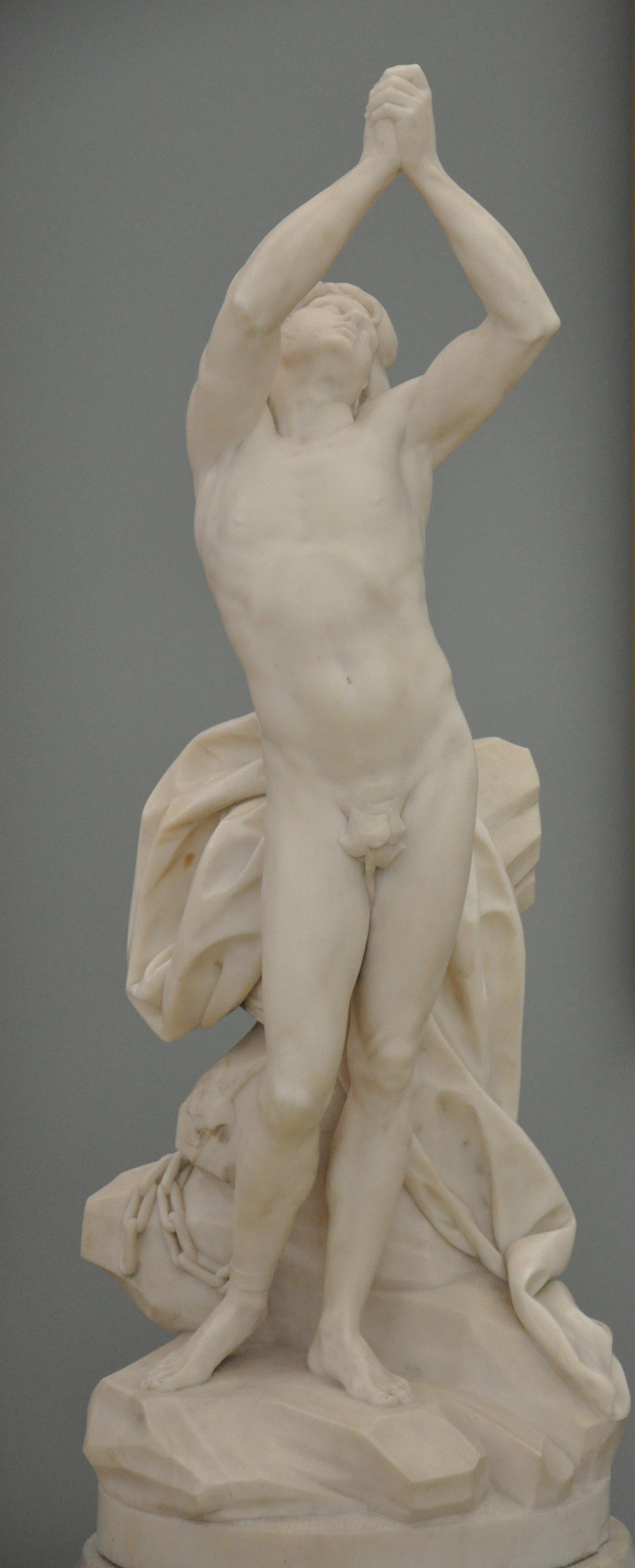
Раб, охваченный горем (1769), Музей изящных искусств (Руан)
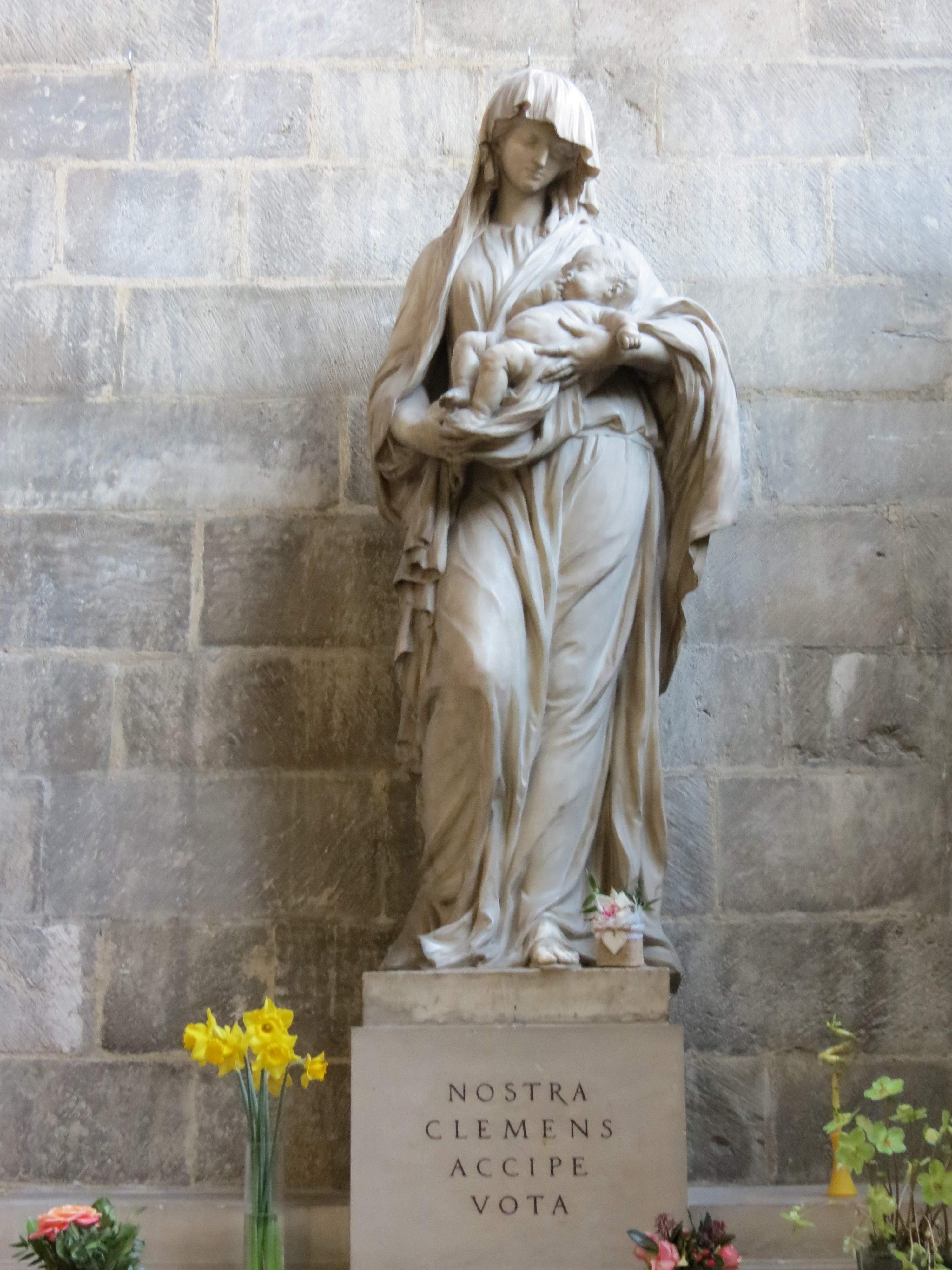
Богоматерь Обета (1777), Руанский собор
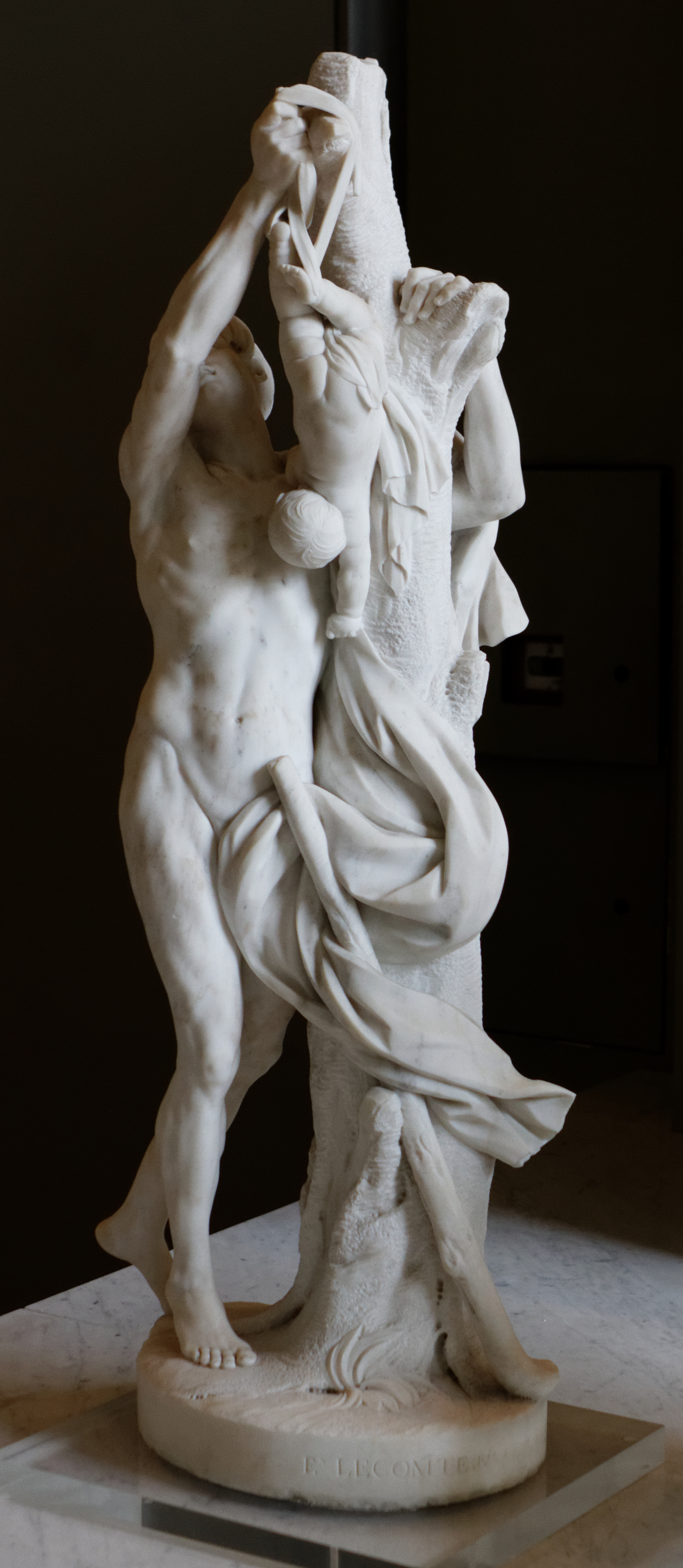
Эдип и Форбас (1771), Лувр
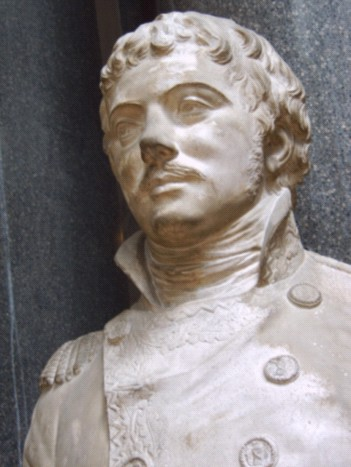
Бюст генерала Лагарпа, Версаль
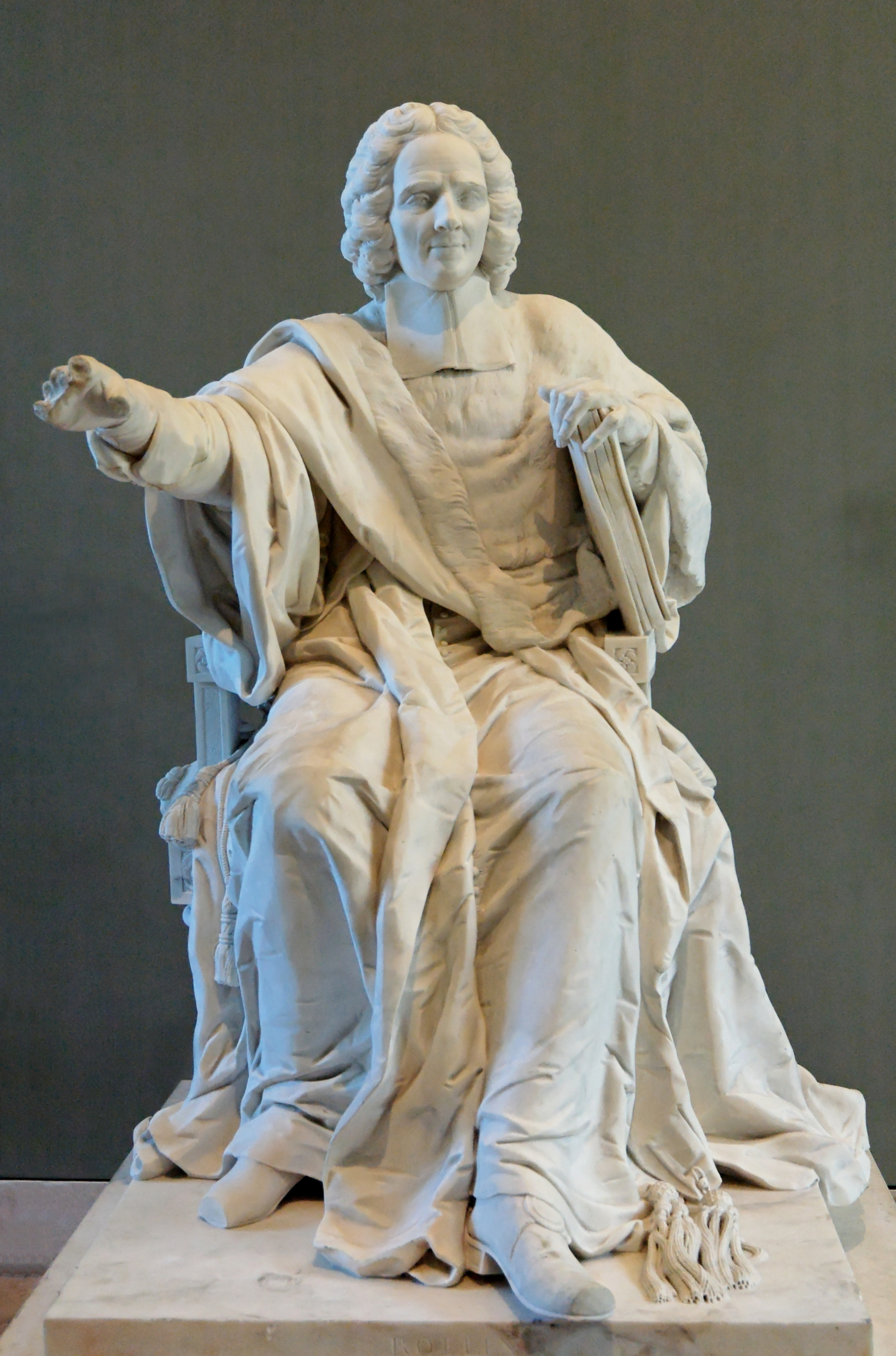
Шарль Роллен (1789), Лувр
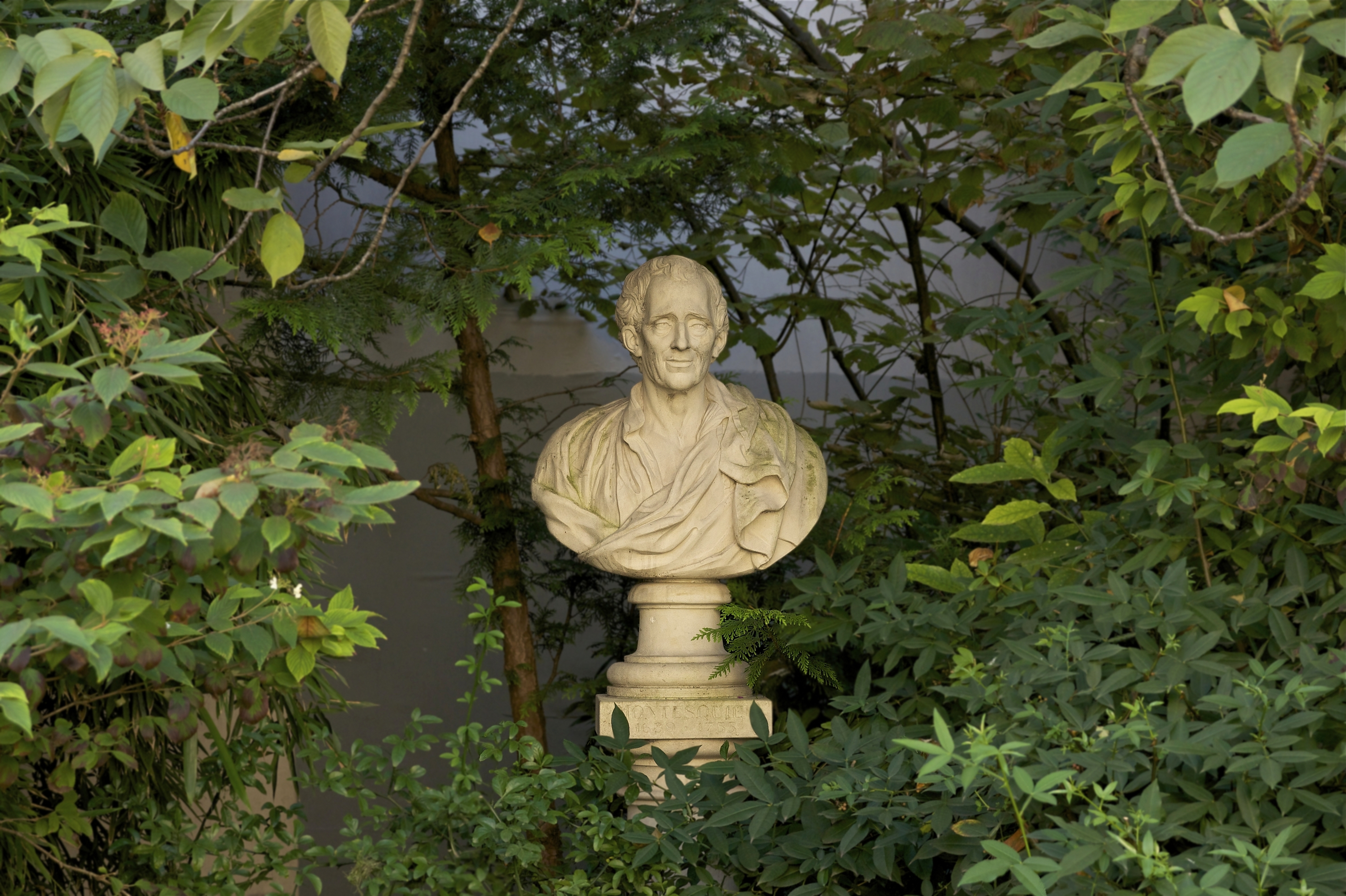
Памятник-бюст Монтескьё, площадь Оноре Шампьона, Париж
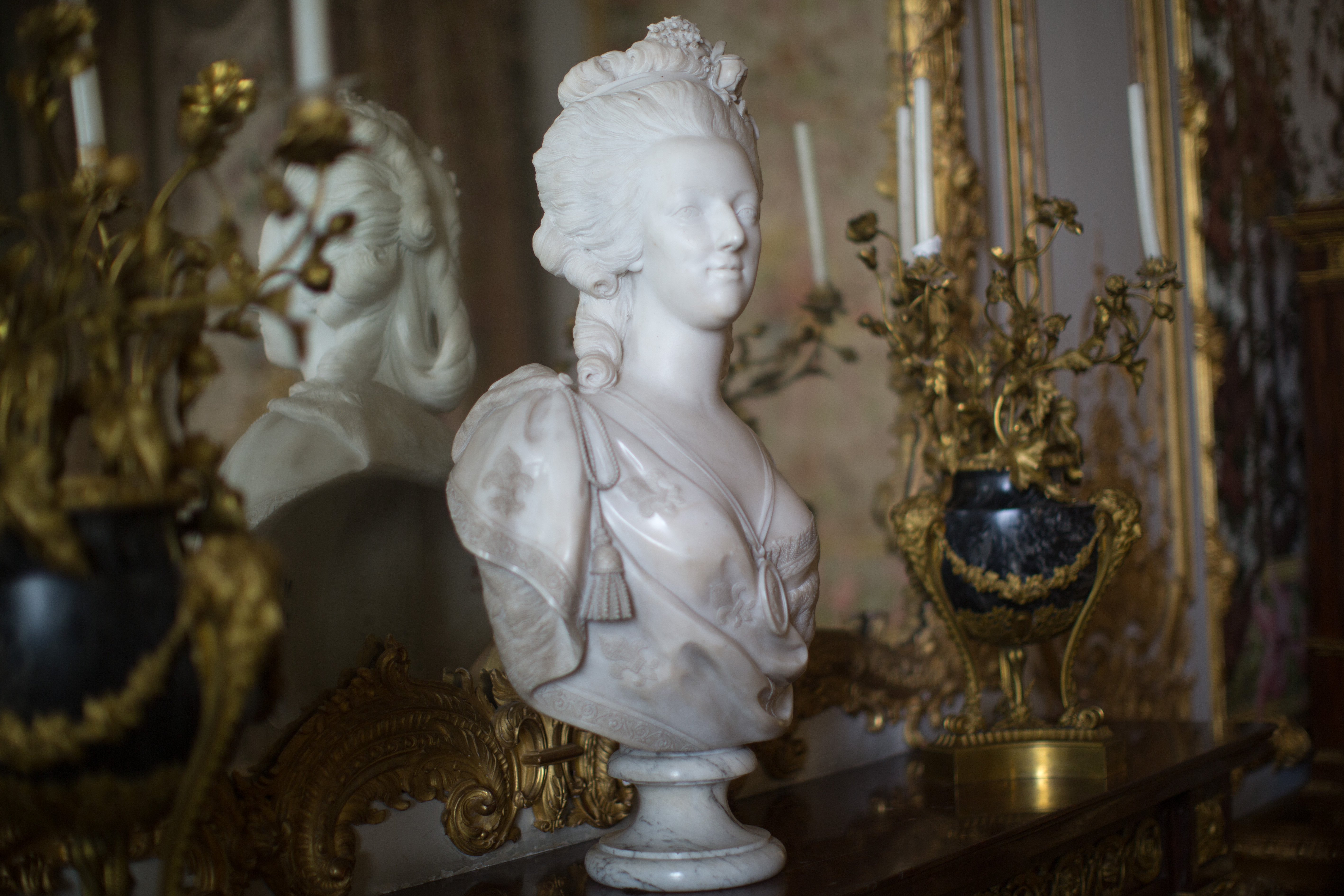
Мария-Антуанетта (1783), Версаль
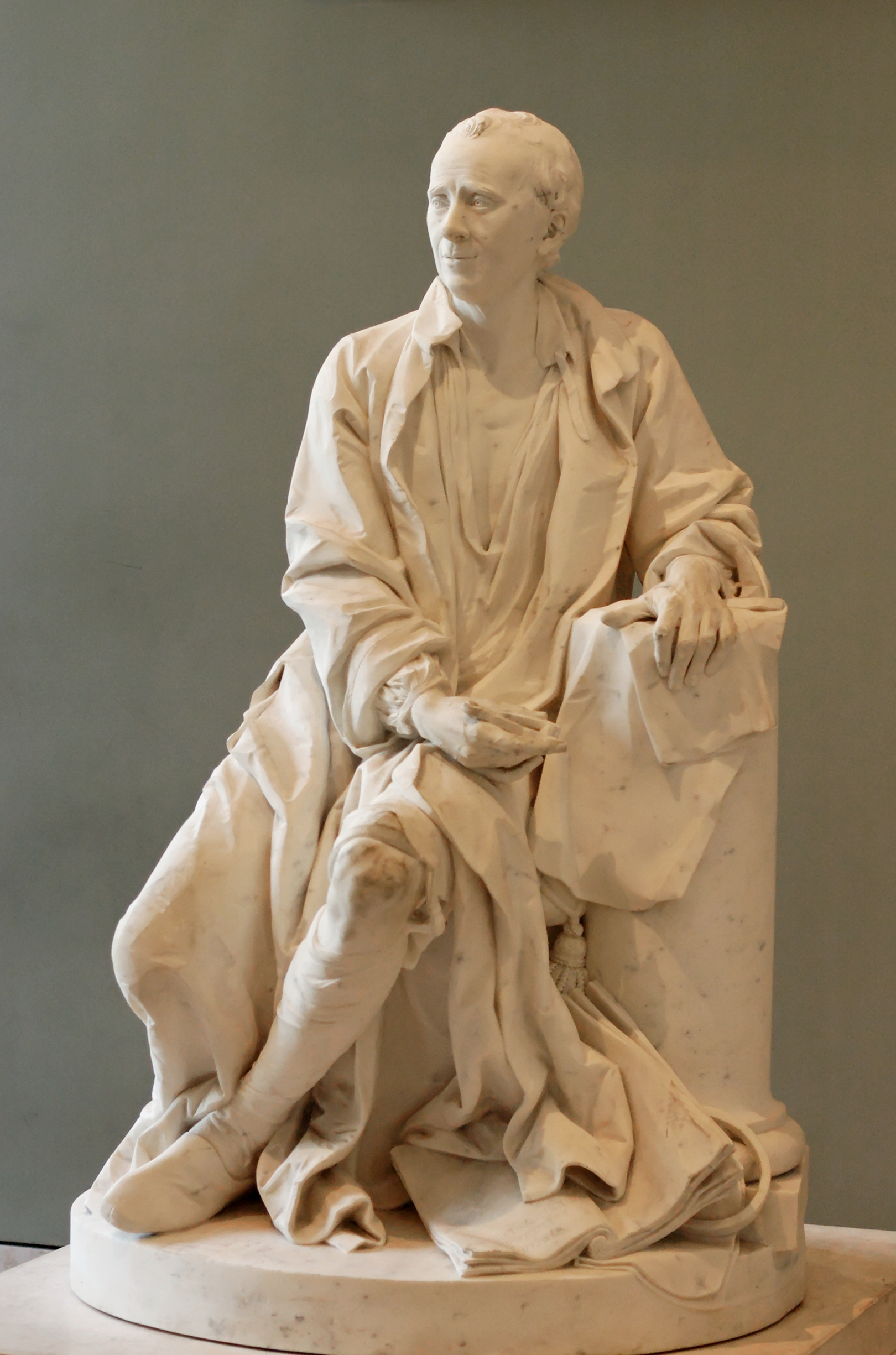
Жан Ле Рон Д’Аламбер (1789), Лувр